# Pogled (Mokra Gora)
Pogled (srbochorvatsky Поглед, 2156 m n. m.) je hora v pohoří Mokra Gora poblíž trojmezí mezi Černou Horou, Srbskem a Kosovem. Je druhou nejvyšší horou Srbska.

## Poloha
Černohorská část masivu se nachází na území opštiny Rožaje, srbská část na území opštiny Tutin (Rašský okruh) a kosovská část na území opštiny Istok. Na západě hora sousedí s vrcholem Beleg (2006 m), na severu s vrcholem Smailova kula (1947 m). Pogled je nejvyšší horou celého pohoří.